# Альтхайм (Альб)
Альтхайм (нем. Altheim) — община в Германии, в земле Баден-Вюртемберг.
Подчиняется административному округу Тюбинген. Входит в состав района Альб-Дунай. Население составляет 1761 человек (на 31 декабря 2010 года). Занимает площадь 25,78 км².